# Alessia Zecchini
Alessia Zecchini (Roma, 30 giugno 1992) è un'apneista italiana, pluriprimatista mondiale in sei discipline dell'immersione in apnea, campionessa europea indoor nel 2019 e campionessa del mondo outdoor sempre nello stesso anno.
Ha realizzato numerosi record mondiali nel corso della sua carriera, sia nelle discipline indoor che outdoor.  Ha vinto diversi titoli mondiali sia in piscina che in mare, confermandosi campionessa del mondo indoor e outdoor in più occasioni. In totale, ha conquistato oltre 30 medaglie ai Campionati del Mondo, di cui 17 d’oro, oltre a 10 medaglie europee.
All'età di 13 anni ha conseguito il suo primo brevetto di apnea federale nell'A.s.d. "Apnea Blu Mare". Nel 2009 ha cambiato società, diventando atleta del Dive Free Roma e del Nuoto Belle Arti. Dal 2012 fa parte della nazionale italiana di apnea indoor e outdoor, collezionando numerosi titoli e record.
Il 18 ottobre 2019 diventa la prima donna ad aver toccato la profondità di -100 m esclusivamente con l'utilizzo delle braccia (freeimmersion), durante la "Nirvana Oceanquest" a Curaçao.
Attualmente è la "donna più profonda al mondo" con i suoi -123 m in assetto costante (monopinna), raggiunti nel 2023, nelle isole Camotes, nelle Filippine.
Nel corso della sua carriera ha ricevuto importanti riconoscimenti, tra cui tre "Medaglie d'Oro al Valore Atletico" e, nel 2018, è stata la prima atleta FIPSAS a ricevere il Collare d'Oro al merito sportivo, la massima onorificenza sportiva.

## Biografia
Attratta dal mare sin da tenera età, all'età di 13 anni, ha conseguito il suo primo corso di apnea federale nell'A.s.d. "Apnea Blu Mare", dimostrando subito una notevole predisposizione. Per poter gareggiare nella massima categoria (Élite) dell'immersione in apnea, ha dovuto attendere fino ai 18 anni, come previsto dai regolamenti federali. Nonostante questo, è stata convocata presso i raduni con la nazionale, grazie al "Progetto del Talento" avviato da Maurizio Bellodi, che per primo ne ha riconosciuto le capacità.
Nel 2009 ha cambiato società diventando atleta del Dive Free Roma e, contemporaneamente, del Nuoto Belle Arti Roma, storico club di nuoto pinnato nel quale si allenava.
Dal 2010 al 2021 è stata seguita nella sua preparazione atletica da Andrea Laureti e, sempre nello stesso periodo, ha partecipato alle sue prime competizioni, centrando la qualificazione ai Campionati Italiani Primaverili. Nel 2011 ha esordito ai Campionati Italiani a Torino, vincendo due medaglie d'argento. Il debutto nella Nazionale maggiore è avvenuto nel 2012.
Nel 2017 ha iniziato la preparazione outdoor con il coach e safety internazionale Stephen Keenan, scomparso tragicamente alcuni mesi dopo. 
Successivamente, ha conseguito la preparazione sotto la guida di Martin Zajac fino alla conclusione della stagione agonistica 2018.
Dal 2020 si è affidata alla guida tecnica di Gianfranco Concas per le discipline outdoor, mentre la preparazione atletica e indoor è stata perseguita con Andrea Laureti.
Nel 2023 è stato realizzato un docufilm sul suo allenatore Stephen Keenan, sulla storia agonistica della Zecchini e sullo storico record mondiale di -104 m realizzato insieme alle Bahamas: Respiro profondo, di Laura McGann.
Dal 2023, la preparazione fisica di Zecchini è seguita da Fabrizio Ceci, preparatore atletico CONI presso il Centro di Preparazione Olimpica Giulio Onesti.

## Attività sportiva
Dal 2007 al 2010 è stata convocata presso i raduni della Nazionale nonostante non potesse competere nella massima categoria per via della giovane età. 
Nel 2011 ha partecipato al suo primo Campionato Italiano a Torino, conquistando la medaglia d'argento alle spalle di Ilaria Bonin. I piazzamenti conseguiti anche nell'anno successivo le valsero la convocazione in nazionale assoluta. 
Nel 2012 ha partecipato al suo primo Campionato Europeo CMAS ad Antalya, ottenendo il 4º posto in Jump Blue e il 6º posto in apnea statica.
Nel 2013, durante il Mondiale CMAS a Kazan', ha conquistato la medaglia d'oro in apnea statica (STA) con il tempo di 6'23", vincendo tre medaglie in ogni specialità disputata, tra cui un argento nella dinamica senza attrezzi (DNF) ed un bronzo in quella con attrezzi (monopinna - DYN).
Al Campionato Italiano di profondità a Ischia, ha realizzato il suo primo record del mondo CMAS[3] in assetto costante con la monopinna (CWT) con -81m.
Nel 2014 ha partecipato alla sua prima competizione AIDA, il Campionato del Mondo a Squadre a Cagliari, vincendo tre medaglie d'argento:
- 223 m[9] in apnea dinamica con la monopinna (DYN),
- 6'39"[9] in apnea statica (STA),
- -84 m[9] in assetto costante con monopinna, stabilendo due record italiani[10].

Durante il Campionato Italiano di profondità a Ischia, ha stabilito il secondo record del mondo CMAS in assetto costante con la monopinna (CWT) con -86 m.
Sempre nel 2014, all'Europeo CMAS di Tenerife, ha vinto la medaglia d'argento nell'apnea dinamica con attrezzi (DYN) con 218 m, il bronzo in apnea statica con 6'08".
Nel 2015 ha partecipato al Mondiale Indoor CMAS a Mulhouse dove, insieme alla sua compagna Ilaria Bonin, ha conquistato 5 medaglie tra oro e argento. 
- Ha vinto la medaglia d'oro in dinamica senza attrezzi (DNF) con 165 m, stabilendo il record del mondo[2] CMAS in vasca lunga.
- Ha ottenuto inoltre due medaglie d'argento in dinamica con attrezzi (DYN, 234 m) e apnea statica (STA, 6'35")[13].

Nel Mondiale Outdoor ad Ischia, organizzato dalla Federazione Italiana Pesca Sportiva ed Attività Subacquee, ha conquistato tre medaglie d'oro con relativi record del mondo CMAS:
- -93m in assetto costante con attrezzi (CWT)
- -58m in assetto costante senza attrezzi (CNF)
- 190m[14] in jump blue (JB).

Nel giugno 2016 a Lignano Sabbiadoro, durante i Mondiali Indoor CMAS, ha replicato il successo dell'anno precedente, vincendo tre ori con altrettanti record del mondo CMAS con:
- 171 m in dinamica senza attrezzi (DNF),
- 204 m in dinamica con pinne (DYNBP),
- 250 m in dinamica con monopinna (DYN)[15].

A marzo del 2017 durante la Dungoncup a Milazzo ha realizzato il record del mondo in apnea dinamica senza attrezzi (DNF) con 181 m.
Il 2017 ha consacrato Alessia Zecchini come "la donna più profonda del Mondo", quando, il 6 maggio, durante il Vertical Blue a Long Island (Bahamas), ha stabilito il record del mondo AIDA con -102 m in assetto costante con monopinna (CWT). Il record in assetto costante (CWT) di -101 m della fortissima Natalia Molchanova (che resisteva da 6 anni), era stato battuto.
Due giorni dopo, l'8 maggio, la giapponese Hanako Hirose spostava il record di 1 metro, portandolo a -103 m; nel tuffo successivo, Alessia Zecchini rispondeva con -104 m, riconquistando il primato.
Nel giugno 2017, agli Europei Indoor CMAS di Cagliari ha vinto tre medaglie:
- Oro in dinamica con monopinna (DYN),
- Argento in dinamica senza attrezzi (DNF),
- Argento in dinamica con pinne (DYNB).

Nell'agosto 2017 ai Campionati del Mondo AIDA a Roatán, è diventata campionessa del mondo in free-immersion con il record italiano di -88 m, oltre a vincere l'argento in assetto costante con monopinna (-98 m). 
A ottobre 2017, agli Europei CMAS a Kaş (Turchia), ha conquistato due medaglie d'argento in CWT (-93 m) e CNF (-63 m, nuovo record italiano).
Nel 2018, Alessia Zecchini si è riconfermata la donna più profonda al mondo, siglando il 10 maggio a San Andrès (Colombia), durante la Nirvana Oceanquest Freediving Competition, il nuovo record del mondo AIDA in assetto costante monopinna (CWT) con -105 m. 
Il mese successivo, ai Campionati del Mondo Indoor CMAS a Lignano Sabbiadoro, diventava campionessa mondiale in dinamica con bipinne con il nuovo record del mondo con la misura di 221 m, vincendo due medaglie d'argento (DYN e DNF). 
A luglio 2018, ha partecipato al Vertical Blue, a Long Island (Bahamas), vincendo l'overall della competizione e stabilendo quattro record del mondo AIDA in tutte le discipline della profondità: 
- -73 m in assetto costante senza attrezzi (CNF),
- -93 m in freeimmersion (FIM),
- -96 m[24] in freeimmersion (FIM, nuovo record migliorato durante la competizione),
- -107 m[25] in assetto costante con monopinna.

A settembre 2018 ha stabilito due record del mondo CMAS durante la Dugoncup Outdoor a Milazzo:
- -101 m in assetto costante con monopinna (CWT),
- -89 m in free immersione (FIM).

Successivamente, ha preso parte alla prima edizione del Molchanova Gran Prix a Ibiza, una competizione in memoria di Natalia Molchanova, vincendo il trofeo. 
A Ottobre del 2018 ai Campionato del Mondo Outdoor CMAS a Kaş  ha conquistato tre medaglie d'oro in CWT, CNF e FIM realizzando quattro record del mondo CMAS ed eguagliando il record del mondiale AIDA in assetto costante monopinna (CWT) con -107 m.
Nell'aprile del 2019, durante la Dungoncup a Milazzo, ha stabilito di nuovo il record del mondo in apnea dinamica senza attrezzi (DNF) con 193 m.
Nel giugno 2019, ha partecipato all'Europeo indoor CMAS a Istanbul, vincendo:
- Due medaglie d'oro con record del mondo: 
  - 228 m in dinamica con pinne (DYNB),
  - 253 m in dinamica con monopinna (DYN).
- Una medaglia di argento nella dinamica senza attrezzi (DNF)[29].

Il 7 agosto 2019, durante il Campionato del Mondo CMAS outdoor a Roatán (Honduras), ha stabilito il record mondiale in assetto costante con monopinna (CWT) con -113 m, eguagliando il record siglato poco prima dalla slovena Alenka Artinik. Nella stessa manifestazione, ha conquistato complessivamente tre ori in CWT, CNF e FIM, realizzando quattro record del mondo tra il mondiale e la Caribbean Cup 2029, gara che lo aveva preceduto.
A ottobre 2019 nel corso Nirvana Oceanquest 2019 a Curaçao, ha stabilito due record mondiali AIDA nella disciplina della free immersion  (FIM):
- -98 m il 16 ottobre 2019[30].
- -100 m il 18 ottobre 2019, diventando la prima donna a toccare tale profondità utilizzando esclusivamente le sue braccia[3].

Nel luglio 2021, a Long Island (Bahamas), ha partecipato al Vertical Blue, vincendo nuovamente l'overall e stabilendo tre record del mondo CMAS: 
- -115 in assetto constante monopinna (CWT),
- -74 in assetto constante senza attrezzi (CNF),
- -101 in freeimmersion (FIM).

Ad ottobre 2021, ha partecipato ai Campionati del Mondo Outdoor CMAS a Kaş (Turchia), conquistando:
- Medaglia d'oro in assetto costante senza attrezzi (CNF),
- Medaglia d'argento in assetto costante con bipenne (CWTB).

Nella competizione precedente al mondiale, la "CMAS TSSF Kaş Baska Freediving Competition, ha stabilito il record del mondo in CWTB con -105 m, alla sua prima apparizione in questa disciplina, migliorando di 10 m il precedente primato; un tale incremento su un record del mondo non si era mai visto nella storia dell'apnea in assetto costante, sia in campo maschile che femminile.
Nel 2022, durante il Campionato del Mondo Outdoor CMAS 2022, a Kaş (Turchia), ha conquistato la medaglia d'argento in assetto costante con monopinna (CWT) -109 m.
Il 27 marzo 2023, nelle acque di Moalboal (Filippine) nella competizione Secret Blue, ha stabilito record del mondo bipinne CWTB AIDA International con -107m. 
Il 29 marzo 2023, appena due giorni dopo, ha migliorato il precedente record, portandolo a -109 m in 3'36". 
Il 24 maggio 2023 alle isole Camotes (Filippine), durante la AIDA Oceanquest Filippine, ha stabilito il record mondiale AIDA in assetto costante con monopinna a -123m in 3'51", diventando ufficialmente la donna più profonda del mondo fino ad ora.
Ad aprile 2024, sempre alle isole Camotes, ha stabilito il record del mondo AIDA in freeimmersion (FIM) con -104 m, migliorando il precedente primato di 2 metri.
A ottobre 2023, durante il Campionato del Mondo Outdoor CMAS 2023, a Kalamata (Grecia), ha conquistato:
- Medaglia d'argento in assetto constante con bipinne (CWTB) con -100 m,[36]
- Medaglia di bronzo in assetto constante monopinna (CWT) con -109 m.[37]

## Palmarès
Competizioni internazionali
Dettaglio delle medaglie conquistate dalla prima gara internazionale a Kazan' nel 2013, fino ad ora.
| Anno | Sede               | Manifestazione                       | Disciplina                      |  |        |         |
| ---- | ------------------ | ------------------------------------ | ------------------------------- |  | ------ | ------- |
| 2024 | Kalamata           | Campionato del Mondo Outdoor         | Assetto Costante con Bipinne    |  | -100 m |         |
| 2024 | Kalamata           | Campionato del Mondo Outdoor         | Assetto Costante con Monopinna  |  | -109 m |         |
| 2024 | Camotes Island     | Philippines Oceanquest               | Freeimmersion                   |  | -104 m | WR CMAS |
| 2023 | Camotes Island     | Philippines Oceanquest               | Assetto Costante con Monopinna  |  | -123 m | WR AIDA |
| 2023 | Moalboal           | Secret Blue                          | Assetto Costante con Bipinne    |  | -109 m | WR AIDA |
| 2023 | Moalboal           | Secret Blue                          | Assetto Costante con Bipinne    |  | -107 m | WR AIDA |
| 2022 | Kaş                | Campionato del Mondo Outdoor         | Assetto Costante con Monopinna  |  | -109 m |         |
| 2021 | Kaş                | Campionato del Mondo Outdoor         | Assetto Costante senza Attrezzi |  | -69 m  |         |
| 2021 | Kaş                | Campionato del Mondo Outdoor         | Assetto Costante con Bipinne    |  | -98 m  |         |
| 2021 | Long Island        | Vertical Blue                        | Freeimmersion                   |  | -101 m | WR CMAS |
| 2021 | Long Island        | Vertical Blue                        | Assetto Costante senza Attrezzi |  | -74 m  | WR CMAS |
| 2021 | Long Island        | Vertical Blue                        | Assetto Costante con Monopinna  |  | -117 m | NR CMAS |
| 2021 | Long Island        | Vertical Blue                        | Assetto Costante con Monopinna  |  | -115 m | WR CMAS |
| 2019 | Curaçao            | Nirvana Oceanquest                   | Freeimmersion                   |  | -100 m | WR CMAS |
| 2019 | Curaçao            | Nirvana Oceanquest                   | Freeimmersion                   |  | -98 m  | WR AIDA |
| 2019 | Roatan             | Campionato del Mondo Outdoor         | Freeimmersion                   |  | -92 m  |         |
| 2019 | Roatan             | Campionato del Mondo Outdoor         | Assetto Costante con Monopinna  |  | -113 m | WR CMAS |
| 2019 | Roatan             | Campionato del Mondo Outdoor         | Assetto Costante senza Attrezzi |  | -72 m  |         |
| 2019 | Roatan             | Caribbean Cup                        | Assetto Costante con Monopinna  |  | -112 m | WR CMAS |
| 2019 | Roatan             | Caribbean Cup                        | Assetto Costante senza Attrezzi |  | -73 m  | WR CMAS |
| 2019 | Istanbul           | Campionato Europeo Indoor            | Dinamica con Monopinna          |  | 253 m  | WR CMAS |
| 2019 | Istanbul           | Campionato Europeo Indoor            | Dinamica con Bipinne            |  | 228 m  | WR CMAS |
| 2019 | Istanbul           | Campionato Europeo Indoor            | Dinamica senza Attrezzi         |  | 179 m  |         |
| 2019 | Milazzo            | Dugoncup                             | Dinamica senza Attrezzi         |  | 193 m  | WR CMAS |
| 2018 | Kaş                | Campionato del Mondo Outdoor         | Freeimmersion                   |  | -94 m  | WR CMAS |
| 2018 | Kaş                | Campionato del Mondo Outdoor         | Assetto Costante con Monopinna  |  | -107 m | WR CMAS |
| 2018 | Kaş                | Campionato del Mondo Outdoor         | Assetto Costante senza Attrezzi |  | -70 m  | WR CMAS |
| 2018 | Ibiza              | Molchanova Gran Prix                 | Assetto Costante senza Attrezzi |  | -69 m  |         |
| 2018 | Ibiza              | Molchanova Gran Prix                 | Assetto Costante con Monopinna  |  | -100 m |         |
| 2018 | Milazzo            | Dugoncup                             | Assetto Costante con Monopinna  |  | -101 m | WR CMAS |
| 2018 | Milazzo            | Dugoncup                             | Freeimmersion                   |  | -89 m  | WR CMAS |
| 2018 | Lignano Sabbiadoro | Campionato del Mondo Indoor          | Dinamica con Bipinne            |  | 221 m  | WR CMAS |
| 2018 | Lignano Sabbiadoro | Campionato del Mondo Indoor          | Dinamica con Monopinna          |  | 227 m  |         |
| 2018 | Lignano Sabbiadoro | Campionato del Mondo Indoor          | Dinamica senza Attrezzi         |  | 163 m  |         |
| 2018 | Long Island        | Vertical Blue                        | Assetto Costante con Monopinna  |  | -107 m | WR AIDA |
| 2018 | Long Island        | Vertical Blue                        | Assetto Costante senza Attrezzi |  | -73 m  | WR AIDA |
| 2018 | Long Island        | Vertical Blue                        | Freeimmersion                   |  | -96 m  | WR AIDA |
| 2018 | Long Island        | Vertical Blue                        | Freeimmersion                   |  | -93 m  | WR AIDA |
| 2018 | San Andrès         | Nirvana Oceanquest                   | Assetto Costante con Attrezzi   |  | -105 m | WR AIDA |
| 2017 | Kaş                | Campionato Europeo Outdoor           | Assetto Costante con Monopinna  |  | -93 m  |         |
| 2017 | Kaş                | Campionato Europeo Outdoor           | Assetto Costante senza Attrezzi |  | -63 m  |         |
| 2017 | Roatan             | Campionato del Mondo Outdoor         | Freeimmersion                   |  | -88 m  | NR AIDA |
| 2017 | Roatan             | Campionato del Mondo Outdoor         | Assetto Costante con Monopinna  |  | -98 m  |         |
| 2017 | Cagliari           | Campionato Europeo Indoor            | Dinamica con Bipinne            |  | 194 m  |         |
| 2017 | Cagliari           | Campionato Europeo Indoor            | Dinamica senza Attrezzi         |  | 157 m  |         |
| 2017 | Cagliari           | Campionato Europeo Indoor            | Dinamica con Monopinna          |  | 232 m  |         |
| 2017 | Long Island        | Vertical Blue                        | Assetto Costante con Attrezzi   |  | -104 m | WR AIDA |
| 2017 | Long Island        | Vertical Blue                        | Assetto Costante con Attrezzi   |  | -102 m | WR AIDA |
| 2017 | Milazzo            | Dugoncup                             | Dinamica senza Attrezzi         |  | 181 m  | WR CMAS |
| 2016 | Lignano Sabbiadoro | Campionato del Mondo Indoor          | Dinamica con Monopinna          |  | 250 m  | WR CMAS |
| 2016 | Lignano Sabbiadoro | Campionato del Mondo Indoor          | Dinamica con Bipinne            |  | 204 m  | WR CMAS |
| 2016 | Lignano Sabbiadoro | Campionato del Mondo Indoor          | Dinamica senza Attrezzi         |  | 171 m  | WR CMAS |
| 2015 | Ischia             | Campionato del Mondo Outdoor         | Assetto Costante senza Attrezzi |  | -58 m  | WR CMAS |
| 2015 | Ischia             | Campionato del Mondo Outdoor         | Assetto Costante con Monopinna  |  | -93 m  | WR CMAS |
| 2015 | Ischia             | Campionato del Mondo Outdoor         | Jump Blue                       |  | 190 m  | WR CMAS |
| 2015 | Mulhouse           | Campionato del Mondo Indoor          | Dinamica con Monopinna          |  | 234 m  |         |
| 2015 | Mulhouse           | Campionato del Mondo Indoor          | Statica                         |  | 6'34"  |         |
| 2015 | Mulhouse           | Campionato del Mondo Indoor          | Dinamica senza Attrezzi         |  | 165 m  | WR CMAS |
| 2014 | Ischia             | Campionato Italiano Outdoor          | Assetto Costante con Monopinna  |  | -86 m  | WR CMAS |
| 2014 | Tenerife           | Campionato Europeo                   | Dinamica con Monopinna          |  | 218 m  |         |
| 2014 | Tenerife           | Campionato Europeo                   | Statica                         |  | 6'08"  |         |
| 2014 | Cagliari           | Campionato del Mondo a Squadre AIDA  | Statica                         |  | 6'39"  | NR AIDA |
| 2014 | Cagliari           | Campionato del Mondo a Squadre AIDA  | Dinamica con Monopinna          |  | 223 m  |         |
| 2014 | Cagliari           | Campionato del Mondo a Squadre AIDA  | Assetto Costante con Monopinna  |  | 84 m   | NR AIDA |
| 2013 | Ischia             | Campionato Italiano Outdoor - FIPSAS | Assetto Costante con Monopinna  |  | -81 m  | WR CMAS |
| 2013 | Kazan'             | Campionato del Mondo Indoor          | Statica                         |  | 6'23"  | WR CMAS |
| 2013 | Kazan'             | Campionato del Mondo Indoor          | Dinamica senza Attrezzi         |  |        |         |
| 2013 | Kazan'             | Campionato del Mondo Indoor          | Dinamica con Monopinna          |  |        |         |

Record Mondiali realizzati:
Nel corso della sua carriera ha realizzato 39 record del mondo nelle discipline indoor e outdoor dell'immersione in apnea, di cui 28 sotto l'egida CMAS e 11 omologati dall'AIDA.
| N  | Disciplina | Performance | Data       | Luogo              |
| -- | ---------- | ----------- | ---------- | ------------------ |
| 1  | CWT        | -81 m       | 04/10/2013 | Ischia             |
| 2  | CWT        | -86 m       | 04/10/2014 | Ischia             |
| 3  | DNF        | 165 m       | 27/07/2015 | Mulhouse           |
| 4  | JB         | 190 m       | 09/10/2015 | Ischia             |
| 5  | CWT        | -93 m       | 06/10/2015 | Ischia             |
| 6  | CNF        | -58 m       | 08/10/2015 | Ischia             |
| 7  | DNF        | 171 m       | 08/06/2016 | Lignano Sabbiadoro |
| 8  | DYNBP      | 204 m       | 10/06/2016 | Lignano Sabbiadoro |
| 9  | DYN        | 250 m       | 11/06/2016 | Lignano Sabbiadoro |
| 10 | DNF        | 181 m       | 11/03/2017 | Milazzo            |
| 11 | DYNBP      | 221 m       | 15/06/2018 | Lignano Sabbiadoro |
| 12 | FIM        | -89 m       | 01/09/2018 | Milazzo            |
| 13 | CWT        | -101 m      | 02/09/2018 | Milazzo            |
| 14 | CNF        | -70 m       | 03/10/2018 | Kaş                |
| 15 | CWT        | -107 m      | 02/10/2018 | Kaş                |
| 16 | FIM        | -94 m       | 06/10/2018 | Kaş                |
| 17 | DNF        | 193 m       | 06/04/2019 | Milazzo            |
| 18 | DYNBP      | 228 m       | 21/06/2019 | Istanbul           |
| 19 | DYN        | 253 m       | 22/06/2019 | Istanbul           |
| 20 | CNF        | -73 m       | 03/08/2019 | Roatan             |
| 21 | CWT        | -112 m      | 05/08/2019 | Roatan             |
| 22 | CWT        | -113 m      | 08/08/2019 | Roatan             |
| 23 | FIM        | -100 m      | 18/10/2019 | Curaçao            |
| 24 | CWT        | -115 m      | 13/07/2021 | Long Island        |
| 25 | CNF        | -74 m       | 15/07/2021 | Long Island        |
| 26 | FIM        | -101 m      | 17/07/2021 | Long Island        |
| 27 | CWTB       | -105 m      | 30/09/2021 | Kaş                |
| 28 | FIM        | -104 m      | 19/04/2024 | Camotes Island     |

| N  | Disciplina | Performance | Data       | Luogo          |
| -- | ---------- | ----------- | ---------- | -------------- |
| 1  | CWT        | - 102 m     | 06/05/2017 | Long Island    |
| 2  | CWT        | - 104 m     | 08/05/2017 | Long Island    |
| 3  | CWT        | - 105 m     | 04/05/2018 | San Andrès     |
| 4  | FIM        | - 93 m      | 16/07/2018 | Long Island    |
| 5  | CNF        | - 73 m      | 22/07/2018 | Long Island    |
| 6  | FIM        | - 96 m      | 24/07/2018 | Long Island    |
| 7  | CWT        | - 107 m     | 26/07/2018 | Long Island    |
| 8  | FIM        | - 98 m      | 16/10/2019 | Curaçao        |
| 9  | CWTB       | - 107 m     | 27/03/2023 | Moalboal       |
| 10 | CWTB       | - 109 m     | 29/03/2023 | Moalboal       |
| 11 | CWT        | - 123 m     | 24/05/2023 | Camotes Island |

Legenda:
- STA = Apnea Statica - Trattenere il respiro più a lungo possibile.
- DYN = Apnea Dinamica con monopinna - Percorrere in apnea la maggiore distanza in orizzontale con l'uso della monopinna.
- DYNBP = Apnea Dinamica con bipinne - Percorre in apnea la maggiore distanza in orizzontale con l'uso delle pinne.
- DNF = Apnea Dinamica senza attrezzi - Percorrere in apnea la maggiore distanza in orizzontale senza l'uso di pinne o monopinna.
- CWT = Assetto Costante con monopinna - Immergersi in profondità con l'uso della monopinna.
- CWTB = Assetto Costante con bipinne - Immergersi in profondità con l'uso delle pinne.
- CNF = Assetto Costante senza attrezzi - Immergersi in profondità senza l'uso di pinne o monopinna.
- FIM = Free Immersion - Immergersi in profondità tirandosi al cavo guida.[38]

## Onorificenze
- Medaglia d'Oro al Valore Atletico - 2013
- Medaglia d'Oro al Valore Atletico - 2015
- Medaglia d'Oro al Valore Atletico - 2016

- L'asteroide 300124 Alessiazecchini, scoperta da un astronomo italiano Silvano Casulli nel 2006 è stata nominata in suo onore e pubblicata dalla IAU Working Group for Small Bodies Nomenclature il 21 marzo 2022.

## Riconoscimenti
- Premio CONI LAZIO 2014 - "Miglior Atleta dell'anno"[40]
- Miglior Apneista Indoor 2015/2016 - Just Apnea Award
- Miglior Atleta di Federazione (FIPSAS) Sport Awards 2016[41]
- Miglior Apneista Indoor 2016/2017 - Just Apnea Award
- Trofeo Sub dell'Anno 2017 - Apneaworld.com
- Miglior Apneista Indoor 2017/2018 - Just Apnea Award
- Tridente d'Oro 2019[42]
- Books for Peace - Special Award 2020 Daniele Nardi[43]
- Premio Calabrese - 2023[44]
- Premio Italia 2023[45]
- Pianeta Mare Film Festival - 2024[46]

## Opere
- Apnea. Viaggio nelle profondità del corpo e dell'oceano, Milano, il Saggiatore, 2021. ISBN 9788842828464.